# Go Fly a Kite
Go Fly a Kite è il quinto album in studio del cantautore e polistrumentista statunitense Ben Kweller, pubblicato nel 2012.

## Tracce
1. Mean to Me – 3:20
2. Out the Door – 3:42
3. Jealous Girl – 3:56
4. Gossip – 3:48
5. Free – 3:41
6. Full Circle – 3:09
7. Justify Me – 2:19
8. The Rainbow – 3:57
9. Time Will Save the Day – 3:47
10. I Miss You – 3:58
11. You Can Count On Me – 3:22